# Karl Leipziger
Karl Leipziger (* 20. August 1925 in Karlshuld; † 1. Januar 2009 in Kempten) war ein deutscher evangelischer Theologe.

## Wirken
Leipziger war von 1949 bis 1953 Stadtvikar in Nürnberg, dann von 1953 bis 1961 Pfarrer im mittelfränkischen Kaltenbuch. 1962 kehrte er als Leiter der Stadtmission nach Nürnberg zurück. Von 1971 bis 1986 war er Landespfarrer und Geschäftsführer des Diakonischen Werks Bayern. Von 1972 bis 1978 war er außerdem 1. Vorsitzender der Deutschen Evangelischen Bahnhofsmission.
Vom 1. Januar 1978 bis 31. Juli 1995 war Leipziger Mitglied des Bayerischen Senats.

## Ehrungen
- 1980: Bayerische Staatsmedaille für soziale Verdienste
- 1985: Verdienstkreuz 1. Klasse der Bundesrepublik Deutschland
- Bayerischer Verdienstorden